# Кіндрацький Богдан Ілліч
Кіндрацький Богдан Ілліч — український науковець, інженер-механік, доктор технічних наук, професор, завідувач кафедри експлуатації та ремонту автомобільної техніки Інституту інженерної механіки та транспорту Національного університету «Львівська політехніка» , академік Підйомно-транспортної академії наук України, академік Української академії економічної кібернетики.

## Біографічні відомості
Народився 2 січня 1956 року у м. Львові.
У 1978 р. закінчив Львівський політехнічний інститут за спеціальністю «Технологія машинобудування, металорізальні верстати та інструменти».
У 1982 р. захистив кандидатську дисертацію за спеціальністю «Динаміка та міцність машин і приладів», а в 2004 р. — докторську дисертацію за спеціальністю «Машинознавство».
Тема докторської дисертації: Багатокритеріальний структурно-параметричний синтез машинобудівних конструкцій: дис … д-ра техн. наук : 05.02.02 / Богдан Ілліч Кіндрацький; В.о. Нац.ун-т «Львівська політехніка».- Львів: Б/в, 2004.- 392арк. : рис. —Бібліогр.: арк. 333—373.
Науковий консультант — доктор фізико-математичних наук,професор Сулим Георгій Теодорович, Заслужений працівник освіти України, Львівський національний університет імені Івана Франка.
Головний редактор журналу «Машинознавство».
Декан базової вищої освіти — заступник директора Інституту інженерної механіки та транспорту Національного університету «Львівська політехніка» .
Педагогічний стаж — 30 років.

## Навчальна робота
Дисципліни, які викладає: Аналіз і синтез мехатронних систем автомобілів

## Нагороди та відзнаки
Почесна Грамота Міністерства освіти і науки України (2008 р.)

## Наукові інтереси
Напрям наукових досліджень — динаміка, синтез і оптимізація машинобудівних конструкцій, аналіз і синтез мехатронних систем автомобілів

## Вибрані публікації
Автор понад 100 наукових та навчально-методичних публікацій, серед яких 1 монографія, 3 навчальні посібники, 22 патенти і авторські свідоцтва на винаходи.

## Монографії та навчальні посібники
- Кіндрацький Б. І.,Сулим Г. Т. Раціональне проектування машинобудівних конструкцій: Монографія. — Львів: КІНТАПРІ ЛТД,2003. — 280 с.ISBN966-95090-7-6
- Кіндрацький Б. І. Теорія механізмів і машин. Лабораторний практикум: Навч. посібник. — Львів: КІНПАТРІ ЛТД, 2008. — 136 с. ISBN 978-966- 7585 — 00 −6
- Чернець М., Скварок Ю., Опеляк М., Кіндрацький Б. Дослідження механізмів та триботехнічних систем: Навч. посібник. — Дрогобич: Коло, 003. — 440 с.ISBN 966-7996-33-6
- Кіндрацький Б. І. Основи раціонального проектування машинобудівних конструкцій: Навч. посібник. — Львів: КІНПАТРІ ЛТД, 2005. 200 с. ISBN 966-95090-9-2